# Orri Páll Dýrason
Orri Páll Dýrason es el exbaterista de la banda islandesa Sigur Rós. Se unió a la banda en 1999 poco después de que grabaron su álbum Ágætis byrjun a la salida del anterior baterista Ágúst Ævar Gunnarsson. Se casó con Lukka Sigurðardóttir en Hawái en 2005 y tiene una hija de una relación anterior, Vaka. Orri y Lukka viven en Mosfellsbær, no lejos de Reikiavik y a poca distancia del estudio de Sigur Rós, llamado Sundlaugin. Lukka y el novio de Jónsi, Alex Somers forman los Toothfaeries, quienes diseñan todo el vestuario e imagen de Sigur Rós.
- Datos: Q2343649
- Multimedia: Sigur Rós / Q2343649